# Хэмми: История с бумерангом
«Хэмми: История с бумерангом» (англ. Hammy's Boomerang Adventure) — короткометражный анимационно-компьютерный фильм киностудии Dreamworks Animation, который является продолжением фильма «Лесная братва». Его премьера состоялась 17 октября 2006 года.

## Сюжет
Енот ЭрДжей в компании с дикобразами-малышами прикалываются над белкой Хэмми и снимают это на видеокамеру.

## Роли озвучивали
- Брюс Уиллис — Эр-Джей
- Гарри Шендлинг — Верн
- Стив Карелл — Хэмми

## Русский дубляж
- Олег Алмазов — Эр-Джей
- Георгий Корольчук — Верн
- Дмитрий Гранкин — Хэмми